# Hemiphlebia mirabilis
Hemiphlebia mirabilis је инсект из реда Odonata и фамилије Hemiphlebiidae.

## Угроженост
Ова врста се сматра угроженом.

## Распрострањење
Ареал врсте је ограничен на једну државу. 
Аустралија је једино познато природно станиште врсте.

## Станиште
Станишта врсте су мочварна подручја, речни екосистеми и слатководна подручја.